# Serge Avédikian
Ne doit pas être confondu avec Serge Avédissian.
Serge Avédikian (en arménien Սերժ Ավետիքյան), né le 1er décembre 1955 à Erevan en Arménie, est un acteur et réalisateur français d'origine arménienne. Il est le père de l'acteur Hovnatan Avédikian et du réalisateur Tigrane Avédikian. Outre son travail de comédien, il a réalisé plusieurs documentaires, courts, moyens et longs métrages.

## Biographie
Serge Avédikian est né à Erevan en Arménie. Ses parents, d’origine arménienne, sont nés en France. Ils sont les enfants de ceux qui ont échappé aux massacres génocidaires de 1915-1917, perpétré dans l’Empire ottoman par le gouvernement des Jeunes-Turcs. En 1947, sous la propagande de Staline et de Maurice Thorez, ils sont partis avec leurs parents, rejoindre la « mère patrie », l'Arménie soviétique. C’est un peu l’histoire que Régis Wargnier racontera dans son film Est-Ouest. Ils se sentent étrangers dans ce pays qu’ils ne connaissent pas et qui leur paraît injuste. Et vite ils n’ont plus qu’une idée : retourner en France. Un fils leur naît, Serge, qui va aller à l’école française d'Erevan. Une école où l’on parlait trois langues : le russe, le français et l'arménien. On y apprend la culture des origines mais aussi un mélange des cultures dû à la situation géographique et culturelle du pays et des peuples qui s’y côtoient : russes, géorgiens, kurdes, azéris…
Son grand-père et son père l’emmènent faire de somptueuses parties de campagne, d’où provient sans doute son amour jamais démenti pour la nature. Ce père dont il dit qu'il était un artiste ouvrier qui chantait avec l’orchestre de l’usine où il travaillait. Sa mère l'oblige à aller une fois par semaine au cinéma, une sorte de rite. Entouré de peintres, le jeune Serge voue déjà un culte à l’image.
Après Khrouchtchev une loi permet aux émigrés de pouvoir faire une demande pour revenir dans le pays d’adoption. La famille Avédikian partira en 1970, après neuf ans d'attente. Serge Avédikian raconte que ce qui lui a servi d’exemple pour la vie c’est cette bande de gens, dont son père lui paraissait le moins cultivé, qui continuait à parler français et leur ténacité à vouloir quitter ce pays, qui les avait humilié et déçu.
Bien qu’il ait fréquenté huit ans durant l'école française d’Erevan, lorsque Serge Avédikian débarque à Meudon, à l'âge de quinze ans, il parle à peine le français.
Ce passionné de football se découvre une autre passion, le théâtre par le biais des ateliers de théâtre du collège de Meudon. Cette passion a aussi le bénéfice de lui faire améliorer rapidement son français. Il joue dans la compagnie amateur de son professeur d'art dramatique, ce qui lui permet très vite d'être en contact avec un public dans le cadre de festivals et de tourner dans la banlieue parisienne.
Entre 1972 et 1976, c’est l’apprentissage au conservatoire de Meudon pendant trois ans, puis au conservatoire de Paris en tant qu'auditeur libre. Il y travaille Racine, Corneille, Musset, Marivaux, un crayon dans la bouche pour perdre son accent.
En 1976, il crée la compagnie Le Théâtre de la Fenêtre. L'année suivante il rencontre le Théâtre du Chapeau Rouge à Avignon où il travaille sur le jeu grotesque et le clown de soi. Il monte plusieurs pièces.
En 1979, il débute au cinéma dans Le Pull-over rouge, dans lequel il interprète le rôle de Christian Ranucci. La même année, il joue un paysan troublé par un soldat allemand de Nous étions un seul homme de Philippe Vallois (1979).
Il joue ensuite à la télévision (Toutes griffes dehors de Michel Boisrond, 1982, L'été de tous les chagrins de Serge Moati, 1989), et alterne les films de premier plan (L'Orchestre rouge de Jacques Rouffio, 1989) et les œuvres engagées (L'Aube de Miklós Jancsó, 1985). Il défend les projets singuliers (Haltéroflic de Vallois, 1983, La Diagonale du fou de Richard Dembo, 1984, Le Trésor des îles Chiennes de F.J. Ossang, 1990, Les semeurs de peste de Christian Merlhiot, 1995).
Il est aussi un visage clé des œuvres travaillant la mémoire arménienne avec Mayrig d'Henri Verneuil (1991), Aram de Robert Kechichian (2002), Le Voyage en Arménie (2006) et L'Armée du Crime (2009) de Robert Guédiguian.
Il visite les genres, les époques, les pays et les origines pour Le Cahier volé de Christine Lipinska (1993), Labyrinthe de Mikael Dovlatyan (1995), Vive la mariée… de Hiner Saleem (1997), Disparus de Gilles Bourdos (1998), Paris, mon petit corps… de Françoise Prenant (2000), Agents Secrets de Frédéric Schoendoerffer (2004), Viva Laldjérie de Nadir Moknèche (2004) et Poulet aux prunes de Marjane Satrapi et Vincent Paronnaud (2011).
Invité de nombreuses séries (Toutes griffes dehors, La Crim', 2002, Quai numéro 1, 2005, Louis Page, 2006), il sert au théâtre Botho Strauss, Genet, Marivaux, Claudel, Dan Franck, Tennessee Williams et Corneille, sous la direction de Patrice Chereau, Jacques Lassalle, Claude Regy et d’autres.
Il signe une œuvre de réalisateur, avec des documentaires, des courts métrages de fiction (Bonjour Monsieur, 1992, Mission Accomplie, 1994, M'sieurs Dames, 1997), poétiques (J’ai bien connu le soleil, 1991, Le Cinquième Rêve, 1995, Terra Emota, 1999, Lux Aeterna, 1999) et animés (Ligne de Vie, 2003, Un beau matin, 2005).
En 2007, il livre le voyage Nous avons bu la même eau, retour au village de son grand-père, en Turquie d’aujourd’hui, entre passé et avenir.
En 2010, il obtient la Palme d’or du court métrage à Cannes pour son film d’animation Chienne d'histoire.
EN 2013 sort son long-métrage de fiction, sur la vie et l’œuvre du cinéaste Sergueï Paradjanov, Le Scandale Paradjanov, dont il interprète le rôle et assure la réalisation aux côtés d'Olena Fetisova.
En 2017 il s'investit comme ambassadeur pour l'association 1 pour tous, tous pour l'autisme.

## Filmographie

### Acteur

#### Cinéma
- 1979 : Le Pull-over rouge de Michel Drach : Christian Ranucci
- 1979 : Nous étions un seul homme de Philippe Vallois : Guy
- 1982 : Haltéroflic de Philippe Vallois
- 1983 : La Diagonale du fou de Richard Dembo : Fadenko
- 1985 : L'Aube (Hashahar) de Miklós Jancsó : Yoav
- 1989 : L'Orchestre rouge de Jacques Rouffio : Hillel Katz
- 1989 : Le Trésor des îles Chiennes de F. J. Ossang : le docteur Turc
- 1991 : Mayrig de Henri Verneuil : Vasken Papazian
- 1992 : Le Cahier volé de Christine Lipinska : André
- 1994 : Labyrinte (Labirintos) de Mikael Dovlatian (+ conseiller technique, production)
- 1997 : Vive la mariée… et la libération du Kurdistan de Hiner Saleem
- 1997 : Disparus de Gilles Bourdos : Vacek
- 1998 : Souvenir de Michael Shamberg
- 1999 : Paris, mon petit corps est bien las de ce grand monde de Franssou Prenant
- 2002 : Aram de Robert Kechichian : Talaat Sonlez
- 2003 : Viva Laldjérie de Nadir Moknèche
- 2003 : Agents secrets de Frédéric Schoendoerffer : Igor Lipovsky
- 2005 : Le Voyage en Arménie de Robert Guédiguian : Vanig
- 2009 : Bonded Parallels de Hovhannes Galstyan : Arakel
- 2009 : L'Armée du crime de Robert Guédiguian
- 2011 : Poulet aux prunes de Marjane Satrapi et Vincent Paronnaud : le père d'Irâne
- 2011 : Pesacun Krkesic de Eduard Lazaryan
- 2013 : Le Scandale Paradjanov ou la Vie tumultueuse d'un artiste soviétique : Sergueï Paradjanov
- 2014 : Soleils de Olivier Delahaye et Dani Kouyaté : le rapporteur
- 2015 : Une histoire de fou de Robert Guédiguian : Armenak
- 2019 : J'irai où tu iras de Géraldine Nakache : Didier
- 2021 : La Traversée de Florence Miailhe : Jon (voix)
- 2024 : Brûle le sang de Akaki Popkhadze : Père Alexandre

#### Télévision
- 1982 : Toutes griffes dehors série TV (6 x 52 minutes) de Michel Boisrond
- 2009 : Plus belle la vie, Série TV Gilles Prégent
- 2011 : Les Mauvais Jours de Pascale Bailly
- 2011 : Allemagne 1918 (Der Gewaltfrieden) de Bernd Fischerauer
- 2011 : Pesacun Krkesic de Eduard Lazaryan
- 2014 : Entre vents et marées de Josée Dayan
- 2015 : Lui au printemps, elle en hiver de Catherine Klein
- 2020 : L'Histoire anatolienne de Hrachya Keshishyan

#### Courts métrages
- 1981 : Muse d'Alain Robak
- 1981 : Un ange passe d'Henri Colomer
- 1982 : L'Allégement de Marcel Schüpbach
- 1987 : Côté nuit de Jean-Baptiste Huber
- 1987 : Blanche et Claire de Jacques Kébadian
- 1988 : Anna Luna : Premier voyage d'Agnès Galantier
- 1989 : Plus près du soleil de Christian Merlhiot
- 1990 : François d'Assise de Christian Merlhiot
- 1995 : Les Semeurs de peste de Christian Merlhiot
- 1997 : Le Grain et l'Ivraie de Frank Beauvais
- 1997 : D'ici là de Jean-Charles Fitoussi
- 1998 : To be or not to be de Pascale-Camille Auricoste
- 1999 : Cinématon #1999 de Gérard Courant
- 2002 : Le Lac et la rivière de Sarah Petit
- 2009 : Nuvole, mani de Simone Massi, narrateur, court métrage d'animation
- 2009 : Ligne de vie
- 2021 : La Chute de Alexane Nylon

### Voix off
- 2002 : La Terre des Peaux-Rouges de Jean-Claude Lubtchansky
- 2002 : Angkor : la forêt de pierre de Jean-Claude Lubtchansky

### Réalisateur et scénariste
- 1989 : J'ai bien connu le soleil - À André de Richaud (court métrage)
- 1991 : Bonjour Monsieur (court métrage)
- 1992 : Mission accomplie (court métrage)
- 1994 : Le Cinquième Rêve (court métrage)
- 1996 : Au revoir Madame (court métrage)
- 1997 : M'sieurs-dames (court métrage)
- 1999 : Terra emota (co-réalisation de Lévon Minasian) (court métrage)
- 1999 : Lux Æterna (co-réalisation de Lévon Minasian) (court métrage)
- 2003 : Ligne de vie (court métrage d'animation)
- 2005 : Un beau matin (court métrage d'animation)
- 2006 : Nous avons bu la même eau (documentaire de création 72 min)
- 2010 : Chienne d'histoire[1] (court métrage d'animation 15 min)
- 2013 : Le Scandale Paradjanov ou la Vie tumultueuse d'un artiste soviétique
- 2016 : Celui qu'on attendait

### Producteur
- 1994 : Labyrinte (Labirintos) de Mikael Dovlatian
- 2001 : La Symphonie du silence de Viguen Tchaldranian

## Théâtre
- 1980 : La Passion selon P. P. Pasolini de René Kalisky, mise en scène par A.A. L'Heureux, Théâtre national de Chaillot
- 1980 : Trilogie du revoir de Botho Strauss, mise en scène Claude Régy, Théâtre des Amandiers de Nanterre
- 1983 : Les Paravents de Jean Genet, mise en scène Patrice Chéreau, Théâtre Nanterre-Amandiers
- 1984 : L'Heureux Stratagème de Marivaux, mise en scène Jacques Lassalle, Théâtre national de Strasbourg, Théâtre national de l'Odéon en 1985
- 1985/86 : Partage de midi de Paul Claudel, mise en scène Gilles Atlan, Grenier de Toulouse, Théâtre de l'Est parisien
- 1988 : Rencontres d'Alain Knapp, mise en scène de l'auteur, Théâtre national de Strasbourg
- 1992 : Le Cimetière des fous de Dan Franck, mise en scène Henry Bornstein, Théâtre de La Digue
- 1994 : Torero de salon de Camilo José Cela, mise en scène Henry Bornstein, Théâtre Sorano Toulouse, Théâtre de la Tempête
- 1995/97 : Histoire du soldat de Charles-Ferdinand Ramuz et Igor Stravinsky, direction d'orchestre d'Emmanuel Conquer, à l'audit Saint-Germain, reprise au Théâtre Silvia Monfort
- 1996 : Via négative d'Eugène Durif, mise en scène Nordine Lahlou, Théâtre de la Cité internationale
- 1999 : Ah ! Le Grand Homme de Pierre et Simon Pradinas, mise en scène Pierre Pradinas, Théâtre Jean Vilar Suresnes
- 2000 : La Ménagerie de verre de Tennessee Williams, mise en scène Irina Brook, Théâtre Vidy-Lausanne, Théâtre de l'Atelier
- 2004 : L'Illusion comique de Corneille, mise en scène Paul Golube, Théâtre Firmin Gémier Antony
- 2008 : Jules César de William Shakespeare, mise en scène Frédéric Jessua, Théâtre 14 Jean-Marie Serreau
- 2017 : L'Envol des cigognes, de et mise en scène Simon Abkarian, théâtre Liberté, tournée
- 2018 : L'Envol des cigognes et Le Dernier Jour du jeûne de Simon Abkarian, Théâtre du Soleil

## Émissions radiophoniques (sélection)
- 1997: Les Rapapommes (Karine Mazloumian) France Culture de Myron Meerson, avec : Evelyne Guimmara, Claude Jade, Christophe Allwright (7 juin 1997)
- 1997: Mais qu’est qu’on fait du violoncelle? (Matei Vișniec) France Culture de Myron Meersen, avec: Claude Jade, Fred Personne. (7 novembre 1997)

## Doublage
- 2024 : Anora : Toros (Karren Karagulian)

## Distinctions
- Festival de Cannes 2010 : Palme d'or du court métrage pour Chienne d'histoire[2]